# Punktualizm (biologia)
Punktualizm – koncepcja w ewolucji biologicznej sformułowana w 1972 roku przez S.J.Goulda i N.Eldredge'a, w ujęciu której gatunki powstają bardzo szybko (w krótkim czasie następują widoczne zmiany morfologiczne), a później nie ulegają już szybkim przemianom.

## Argumentacja na rzecz punktualizmu
Jako przykład punktualizmu podaje się ewolucję długości szyi u żyrafy. Zgodnie z koncepcją punktualizmu wydłużanie szyi u żyraf nie następowało poprzez małe zmiany wielkości tej części ciała, lecz skokowo, w wyniku nielicznych mutacji, które doprowadziły do nagłych zmian fenotypu. Biorąc pod uwagę, że tylko niektóre mutacje są korzystne, a większość jest szkodliwa, korzystne zmiany dla przystosowania gatunku pojawiają się rzadko.
Przeciwieństwem punktualizmu jest gradualizm, w którym dominują zmiany wolno zachodzące i niewielkie.